# Marion Tuu'luq
Marion Tuu'luq (1910–2002) también Anguhadluq, Tudluq, Tuuluq, y Toodlook, fue una artista inuit de medios mixtos y textiles. "Dibujó a colores vívidos, simetría, y con imaginería antropomórfica, para crear tapices vibrantes qué describían historias, leyendas, y experiencias personales."

## Biografía
Tuu'luq nació en 1910, en el área de Chantrey del río de Nunavut, al noroeste de la Hudson Bay. En los 1960s, fue parte de un grupo seminómada de inuit quienes, de frente a la amenaza de inanición, se vieron forzados a cambiar su estilo de vida nómada y poblaron el lago Baker, Nunavut. Aunque aliviada por escapar de las dificultades, expresó su pesar por la pérdida de su estilo de vida nómada. Su historia personal emerge en su trabajo cuando atiende a la importancia de tierra y familia en contemporáneos inuit. Tuu'luq con su "Una Historia de Inanición," con sus dichos a Susan Tagoona, comparte su experiencia de crecer en Nunavut y su lucha para sobrevivir. Se casó dos veces y tuvo 16 hijos, cuatro de los cuales la sobrevivieron. Su segundo marido, el consagrado artista de lago Baker Luke Anguhadluq murió en 1982.

## Obra
Tuu'luq utilizaba hilo de bordado, y realizaba densos tejidos en lana. Fue parte de un círculo de artistas de tejido del norte (incluyendo a Jessie Oonark e Irene Avaalaaqiaq) quienes ayudaron a establecer la forma de arte contemporánea de gran escala, bidimensional, de trabajos textiles bordados.
Sus trabajos fueron mostrados nacional e internacionalmente y recogidos por coleccionistas privados e instituciones públicas, incluyendo: Galería de Arte de Ontario, Edmonton Galería de Arte, Londres Biblioteca Pública, Museo de Montreal de Bellas artes, Galería de Arte de Bahía de Trueno, Vancouver Galería de Arte, Artexte Galería de Información, Historia de Artistas de Mujeres canadiense Centro de Documentación de la Iniciativa, Universidad de Manitoba Arquitectura y Biblioteca de Bellas artes, Universidad de Saskatchewan Archivos, Winnipeg Galería de Arte así como la Galería Nacional de Canadá. Fue también miembro de la Academia canadiense Real de Artes, y se le otorgó un doctorado honorario de Leyes por la Universidad de Alberta.